# Tomas-Sjullokarna
Tomas-Sjullokarna är en sjö i Åsele kommun i Lappland och ingår i Ångermanälvens huvudavrinningsområde.